# 阿诺德·格林伯格
阿诺德·格林伯格（Arnold Greenberg，1933年6月12日—2025年3月19日），美国企业家，1970至1980年代间担任科莱科（Coleco）的首席执行官（CEO）。
他最初在律所执业，1966年加入家族的玩具公司Coleco。他积极参与电子游戏业并维持Coleco在玩具制造业的地位。他1983年大力推广Coleco Adam电脑，但由于产品失败，致使公司财务状况恶化并走向破产。